# Iceland International 2016
Die Iceland International 2016 im Badminton fanden vom 28. bis zum 31. Januar 2016 in der TBR-Halle in Reykjavík statt.

## Sieger und Platzierte
| Disziplin    | Gold                       | Silber                          | Bronze                               |
| ------------ | -------------------------- | ------------------------------- | ------------------------------------ |
| Herreneinzel | Kim Bruun                  | Pedro Martins                   | Patrick Bjerregaard                  |
| Herreneinzel | Kim Bruun                  | Pedro Martins                   | David Kim Kristensen                 |
| Dameneinzel  | Julie Dawall Jakobsen      | Airi Mikkelä                    | Chloe Birch                          |
| Dameneinzel  | Julie Dawall Jakobsen      | Airi Mikkelä                    | Claudia Paredes                      |
| Herrendoppel | Chris Coles Adam Hall      | Ben Lane Sean Vendy             | Ditlev Jæger Holm Jeppe Ludvigsen    |
| Herrendoppel | Chris Coles Adam Hall      | Ben Lane Sean Vendy             | Paweł Pietryja Wojciech Szkudlarczyk |
| Damendoppel  | Jessica Pugh Sarah Walker  | Chloe Birch Jenny Wallwork      | Julie Dawall Jakobsen Mai Surrow     |
| Damendoppel  | Jessica Pugh Sarah Walker  | Chloe Birch Jenny Wallwork      | Alida Chen Cheryl Seinen             |
| Mixed        | Anton Kaisti Cheryl Seinen | Paweł Pietryja Aneta Wojtkowska | Adam Hall Eleanor O’Donnell          |
| Mixed        | Anton Kaisti Cheryl Seinen | Paweł Pietryja Aneta Wojtkowska | Ben Lane Jessica Pugh                |

## Ergebnisse

### Herreneinzel Qualifikation
- Atli Jóhannesson –  Zach Russ: 21-16 / 21-17
- Emil Langemark –  Elvar Mar Sturlaugsson: 21-5 / 21-9
- David Kim –  Andri Arnason: 21-5 / 21-9
- Kian Andersen –  Atli Tomasson: 21-8 / 21-10
- Marcus Jansson –  Palmi Gudfinnsson: 21-7 / 21-11
- Rasmus Middelbo Eigtved –  Philip Brandt: 21-15 / 21-12
- Alexander Dunn –  Tomas Bjorn Gudmundsson: 21-11 / 21-9
- Peter Correll –  Atli Jóhannesson: 21-18 / 21-16
- Patrick Bjerregaard –  Jeppe Bruun: 21-11 / 21-18
- Boxiao Pan –  Sigurdur Edvard Olafsson: 21-6 / 19-21 / 21-7
- Torjus Flåtten –  Orkhan Galandarov: 21-12 / 21-12
- Emil Langemark –  Eidur Isak Broddason: 21-18 / 21-17
- David Kim –  Daniel Johannesson: 21-6 / 21-10
- Ditlev Jæger Holm –  Sigurdur Sverrir Gunnarsson: 21-7 / 21-11
- Kian Andersen –  Robert Ingi Huldarsson: 21-5 / 21-15
- Callum Hemming –  Kənan Rzayev: 21-13 / 21-11
- Tomas Dovydaitis –  Haukur Gylfi Gislason: 21-14 / 21-7
- Rasmus Middelbo Eigtved –  Peter Roenn Stensaeth: 21-6 / 21-16
- Peter Correll –  Alexander Dunn: 18-21 / 21-13 / 21-19
- Patrick Bjerregaard –  Boxiao Pan: 21-10 / 21-13
- Emil Langemark –  Torjus Flåtten: 21-10 / 23-21
- David Kim –  Ditlev Jæger Holm: 21-18 / 21-15
- Kian Andersen –  Robert Thor Henn: 21-8 / 21-12
- Marcus Jansson –  Callum Hemming: 21-17 / 21-17
- Davíð Bjarni Björnsson –  Tomas Dovydaitis: 12-21 / 21-13 / 21-12

### Herreneinzel
- Adrian Dziółko –  Jonathan Persson: 21-17 / 21-10
- Steffen Rasmussen –  Kian Andersen: 22-20 / 21-18
- Pedro Martins –  Emre Vural: 21-12 / 23-21
- Kári Gunnarsson –  Darren Adamson: 21-19 / 22-20
- Dinuka Karunaratne –  Kęstutis Navickas: 21-16 / 22-20
- Ben Torrance –  Marcus Jansson: 21-11 / 21-12
- Patrick Bjerregaard –  Job Castillo: 22-20 / 21-15
- Peter Correll –  Pit Seng Low: 21-9 / 21-9
- Søren Toft Hansen –  Rasmus Middelbo Eigtved: 21-9 / 21-14
- Luis Ramón Garrido –  Robert Mann: 21-17 / 21-15
- Mathias Bonny –  Michael Spencer-Smith: 21-16 / 21-18
- David Kim –  Marius Myhre: 21-18 / 22-20
- Blagovest Kisyov –  Emil Langemark: 21-11 / 21-8
- Kim Bruun –  Davíð Bjarni Björnsson: 21-10 / 21-13
- Anton Kaisti –  Matthew Carder: 21-18 / 21-17
- Niluka Karunaratne –  Milan Ludík: 18-21 / 21-19 / 21-13
- Adrian Dziółko –  Steffen Rasmussen : 21-11 / 21-17
- Pedro Martins –  Kári Gunnarsson: 21-13 / 21-15
- Dinuka Karunaratne –  Ben Torrance: 16-21 / 21-17 / 21-15
- Patrick Bjerregaard –  Peter Correll: 21-13 / 21-15
- Luis Ramón Garrido –  Søren Toft Hansen: 14-21 / 21-12 / 21-5
- David Kim –  Mathias Bonny: 21-16 / 21-11
- Kim Bruun –  Blagovest Kisyov: 21-15 / 21-10
- Anton Kaisti –  Niluka Karunaratne: 21-14 / 21-14
- Pedro Martins –  Adrian Dziółko: 21-18 / 10-21 / 21-13
- Patrick Bjerregaard –  Dinuka Karunaratne: 21-15 / 18-21 / 21-17
- David Kim –  Luis Ramón Garrido: 21-19 / 20-22 / 21-13
- Kim Bruun –  Anton Kaisti: 21-10 / 21-17
- Pedro Martins –  Patrick Bjerregaard: 9-2 Ret.
- Kim Bruun –  David Kim: 21-13 / 21-13
- Kim Bruun –  Pedro Martins: 10-21 / 21-14 / 21-16

### Dameneinzel Qualifikation
- Sofie Kierkegaard –  Andrea Nilsdottir: 21-9 / 21-14

### Dameneinzel
- Chloe Birch –  Arna Karen Johannsdottir: 21-12 / 21-8
- Anna Narel –  Carissa Turner: 22-20 / 21-15
- Sashina Vignes Waran –  Sonia Ratiu: 21-19 / 21-14
- Cendrine Hantz –  Sara Högnadóttir: 21-15 / 21-13
- Nanna Vainio –  Alida Chen: 21-16 / 21-14
- Julie MacPherson –  Þórunn Eylands: 21-3 / 21-3
- Julie Dawall Jakobsen –  Cemre Fere: 21-19 / 21-9
- Evie Burbidge –  Harpa Hilmisdottir: 21-7 / 21-11
- Margrét Jóhannsdóttir –  Margret Dis Stefansdottir: 21-8 / 21-2
- Amalie Hertz Hansen –  Ebru Yazgan: 19-21 / 21-11 / 21-10
- Claudia Paredes –  Aimee Moran: 21-13 / 16-21 / 21-9
- Telma Santos –  Sofie Kierkegaard: 21-15 / 21-14
- Martina Repiská –  Anna Paavola: 21-6 / 21-12
- Airi Mikkelä –  Ulfheidur Embla Asgeirsdottir: 21-4 / 21-9
- Sofie Holmboe Dahl –  Sonja Pekkola: 21-15 / 25-23
- Kati Tolmoff –  Vilde Espeseth: 21-13 / 21-5
- Chloe Birch –  Anna Narel: 21-10 / 21-11
- Sashina Vignes Waran –  Cendrine Hantz: 21-10 / 18-21 / 21-3
- Nanna Vainio –  Julie MacPherson: 21-13 / 21-11
- Julie Dawall Jakobsen –  Evie Burbidge: 21-17 / 21-5
- Margrét Jóhannsdóttir –  Amalie Hertz Hansen: 21-17 / 18-21 / 21-16
- Claudia Paredes –  Telma Santos: 21-13 / 21-19
- Airi Mikkelä –  Martina Repiská: 21-19 / 21-12
- Kati Tolmoff –  Sofie Holmboe Dahl: 21-18 / 21-8
- Chloe Birch –  Sashina Vignes Waran: 21-18 / 21-11
- Julie Dawall Jakobsen –  Nanna Vainio: 21-17 / 21-6
- Claudia Paredes –  Margrét Jóhannsdóttir: 21-19 / 21-14
- Airi Mikkelä –  Kati Tolmoff: 21-18 / 22-20
- Julie Dawall Jakobsen –  Chloe Birch: 21-17 / 21-18
- Airi Mikkelä –  Claudia Paredes: 17-21 / 21-12 / 21-15
- Julie Dawall Jakobsen –  Airi Mikkelä: 19-21 / 21-15 / 21-16

### Herrendoppel
- Patrick Bjerregaard /  Søren Toft Hansen –  Eidur Isak Broddason /  Egill Gudlaugsson: 21-15 / 21-11
- Philip Seerup /  Mikkel Stoffersen –  Daniel Johannesson /  Einar Oskarsson: 21-14 / 21-15
- Jeppe Bruun /  David Kim –  Darren Adamson /  Robert Golding: 21-19 / 14-21 / 21-19
- Emil Langemark /  Christoffer Holm Voldsgaard –  Atli Jóhannesson /  Kári Gunnarsson: 21-10 / 16-21 / 21-18
- Fredrik Kristensen /  Jesper Kristensen –  Andri Arnason /  Sigurdur Edvard Olafsson: 21-9 / 21-19
- Ditlev Jæger Holm /  Jeppe Ludvigsen –  Haukur Gylfi Gislason /  Elvar Mar Sturlaugsson: 21-9 / 21-7
- Torjus Flåtten /  Peter Roenn Stensaeth –  Tomas Dovydaitis /  Robert Ingi Huldarsson: 21-11 / 21-11
- Alexander Dunn /  Josh Neil –  Niklas Du Four /  Boxiao Pan: 21-12 / 21-18
- Ben Lane /  Sean Vendy –  Palmi Gudfinnsson /  Daniel Thomsen: 21-6 / 21-18
- Callum Hemming /  Zach Russ –  Tomas Bjorn Gudmundsson /  Atli Tomasson: 21-10 / 21-13
- Philip Brandt /  Rasmus Middelbo Eigtved –  Ivar Oddsson /  Kjartan Palsson: 18-21 / 21-10 / 21-14
- Sturla Flaten Jorgensen /  Carl Christian Mork –  Jonas Baldursson /  Bjarki Stefansson: w.o.
- Sigurdur Sverrir Gunnarsson /  Robert Thor Henn –  Mathias Bay-Smidt /  Frederik Søgaard: w.o.
- Paweł Pietryja /  Wojciech Szkudlarczyk –  Patrick Bjerregaard /  Søren Toft Hansen: 11-21 / 21-19 / 21-11
- Philip Seerup /  Mikkel Stoffersen –  Sturla Flaten Jorgensen /  Carl Christian Mork: 21-15 / 21-14
- Chris Coles /  Adam Hall –  Jeppe Bruun /  David Kim: 22-20 / 21-16
- Emil Langemark /  Christoffer Holm Voldsgaard –  Fredrik Kristensen /  Jesper Kristensen: 21-7 / 16-21 / 21-16
- Ditlev Jæger Holm /  Jeppe Ludvigsen –  Sigurdur Sverrir Gunnarsson /  Robert Thor Henn: 21-13 / 21-16
- Alexander Dunn /  Josh Neil –  Torjus Flåtten /  Peter Roenn Stensaeth: 21-10 / 21-9
- Ben Lane /  Sean Vendy –  Callum Hemming /  Zach Russ: 21-15 / 21-11
- Philip Brandt /  Rasmus Middelbo Eigtved –  Orkhan Galandarov /  Kənan Rzayev: 21-15 / 21-15
- Paweł Pietryja /  Wojciech Szkudlarczyk –  Philip Seerup /  Mikkel Stoffersen: 21-17 / 21-19
- Chris Coles /  Adam Hall –  Emil Langemark /  Christoffer Holm Voldsgaard: 21-15 / 21-7
- Ditlev Jæger Holm /  Jeppe Ludvigsen –  Alexander Dunn /  Josh Neil: 21-16 / 21-17
- Ben Lane /  Sean Vendy –  Philip Brandt /  Rasmus Middelbo Eigtved: 21-14 / 21-12
- Chris Coles /  Adam Hall –  Paweł Pietryja /  Wojciech Szkudlarczyk: 14-21 / 21-11 / 21-17
- Ben Lane /  Sean Vendy –  Ditlev Jæger Holm /  Jeppe Ludvigsen: 21-15 / 21-13
- Chris Coles /  Adam Hall –  Ben Lane /  Sean Vendy: 21-19 / 21-19

### Damendoppel
- Jessica Pugh /  Sarah Walker –  Anna Paavola /  Sonja Pekkola: 21-9 / 21-17
- Amalie Hertz Hansen /  Claudia Paredes –  Vilde Espeseth /  Helene Sogaard: 21-18 / 21-13
- Mathilde Bjergen /  Elin Svensson –  Harpa Hilmisdottir /  Andrea Nilsdottir: 21-8 / 21-11
- Sofie Kierkegaard /  Filippa Rohde –  Þórunn Eylands /  Arna Karen Johannsdottir: 21-8 / 21-13
- Sara Lundgaard /  Josephine van Zaane –  Cemre Fere /  Ebru Yazgan: 21-15 / 21-16
- Jessica Pugh /  Sarah Walker –  Drífa Harðardóttir /  Rakel Jóhannesdóttir: 21-19 / 21-19
- Céline Burkart /  Tiffany Girona –  Ulfheidur Embla Asgeirsdottir /  Johanna Johannsdottir: 21-5 / 21-3
- Alida Chen /  Cheryl Seinen –  Amalie Hertz Hansen /  Claudia Paredes: 15-21 / 21-11 / 21-10
- Julie MacPherson /  Eleanor O’Donnell –  Mathilde Bjergen /  Elin Svensson: 21-15 / 21-14
- Chloe Birch /  Jenny Wallwork –  Erla Björg Hafsteinsdóttir /  Margret Nilsdottir: 21-4 / 21-14
- Sara Högnadóttir /  Margrét Jóhannsdóttir –  Sofie Kierkegaard /  Filippa Rohde: 15-21 / 21-13 / 21-8
- Julie Dawall Jakobsen /  Mai Surrow –  Mathilda Lindholm /  Jenny Nyström: 21-8 / 21-12
- Jessica Pugh /  Sarah Walker –  Sara Lundgaard /  Josephine van Zaane: 19-21 / 21-15 / 22-20
- Alida Chen /  Cheryl Seinen –  Céline Burkart /  Tiffany Girona: 21-12 / 21-11
- Chloe Birch /  Jenny Wallwork –  Julie MacPherson /  Eleanor O’Donnell: 21-8 / 21-11
- Julie Dawall Jakobsen /  Mai Surrow –  Sara Högnadóttir /  Margrét Jóhannsdóttir: 21-15 / 21-13
- Jessica Pugh /  Sarah Walker –  Alida Chen /  Cheryl Seinen: 23-21 / 23-21
- Chloe Birch /  Jenny Wallwork –  Julie Dawall Jakobsen /  Mai Surrow: 21-14 / 21-11
- Jessica Pugh /  Sarah Walker –  Chloe Birch /  Jenny Wallwork: 21-10 / 10-21 / 21-17

### Mixed
- Jesper Kristensen /  Helene Sogaard –  Robert Ingi Huldarsson /  Ulfheidur Embla Asgeirsdottir: 21-9 / 21-16
- Josh Neil /  Rebekka Findlay –  Davíð Bjarni Björnsson /  Drífa Harðardóttir: 15-21 / 22-20 / 23-21
- Jeppe Ludvigsen /  Josephine van Zaane –  Atli Jóhannesson /  Margret Nilsdottir: 21-1 / 21-18
- Daniel Thomsen /  Margrét Jóhannsdóttir –  Christoffer Holm Voldsgaard /  Filippa Rohde: 21-16 / 17-21 / 21-18
- Mikkel Stoffersen /  Mathilde Bjergen –  Robert Thor Henn /  Harpa Hilmisdottir: 21-16 / 21-16
- Chris Coles /  Sarah Walker –  Egill Gudlaugsson /  Sara Högnadóttir: 21-10 / 21-13
- Søren Toft Hansen /  Mai Surrow –  Bjarki Stefansson /  Sigríður Árnadóttir: 21-11 / 23-21
- Callum Hemming /  Evie Burbidge –  Andri Arnason /  Margret Dis Stefansdottir: 21-8 / 21-4
- Adam Hall /  Eleanor O’Donnell –  Atli Tomasson /  Þórunn Eylands: 21-4 / 21-8
- Einar Oskarsson /  Johanna Johannsdottir –  Frederik Søgaard /  Sara Lundgaard: w.o.
- Paweł Pietryja /  Aneta Wojtkowska –  Einar Oskarsson /  Johanna Johannsdottir: 21-9 / 21-6
- Jesper Kristensen /  Helene Sogaard –  Sigurdur Sverrir Gunnarsson /  Arna Karen Johannsdottir: 21-15 / 21-13
- Ben Lane /  Jessica Pugh –  Josh Neil /  Rebekka Findlay: 21-12 / 21-14
- Jeppe Ludvigsen /  Josephine van Zaane –  Daniel Thomsen /  Margrét Jóhannsdóttir: 21-18 / 21-18
- Chris Coles /  Sarah Walker –  Mikkel Stoffersen /  Mathilde Bjergen: 21-19 / 21-13
- Anton Kaisti /  Cheryl Seinen –  Søren Toft Hansen /  Mai Surrow: 16-21 / 21-14 / 21-12
- Callum Hemming /  Evie Burbidge –  Daniel Johannesson /  Erla Björg Hafsteinsdóttir: 22-20 / 17-21 / 21-18
- Adam Hall /  Eleanor O’Donnell –  Oliver Schaller /  Céline Burkart: 21-13 / 19-21 / 21-14
- Paweł Pietryja /  Aneta Wojtkowska –  Jesper Kristensen /  Helene Sogaard: 21-12 / 21-11
- Ben Lane /  Jessica Pugh –  Jeppe Ludvigsen /  Josephine van Zaane: 21-13 / 21-15
- Anton Kaisti /  Cheryl Seinen –  Chris Coles /  Sarah Walker: 21-8 / 21-17
- Adam Hall /  Eleanor O’Donnell –  Callum Hemming /  Evie Burbidge: 21-12 / 21-11
- Paweł Pietryja /  Aneta Wojtkowska –  Ben Lane /  Jessica Pugh: 22-20 / 21-16
- Anton Kaisti /  Cheryl Seinen –  Adam Hall /  Eleanor O’Donnell: 21-19 / 16-21 / 21-14
- Anton Kaisti /  Cheryl Seinen –  Paweł Pietryja /  Aneta Wojtkowska: 22-20 / 21-18